# Mannekensvere
Mannekensvere is een deelgemeente van de Belgische kustgemeente Middelkerke. In 1971 werd de tot dan toe zelfstandige gemeente Mannekensvere deel van de gemeente Spermalie, maar deze nieuwe fusiegemeente werd al opgeheven op 1 januari 1977 waarna Mannekensvere bij Middelkerke werd gevoegd. Het dorp ligt langs de rivier de IJzer.

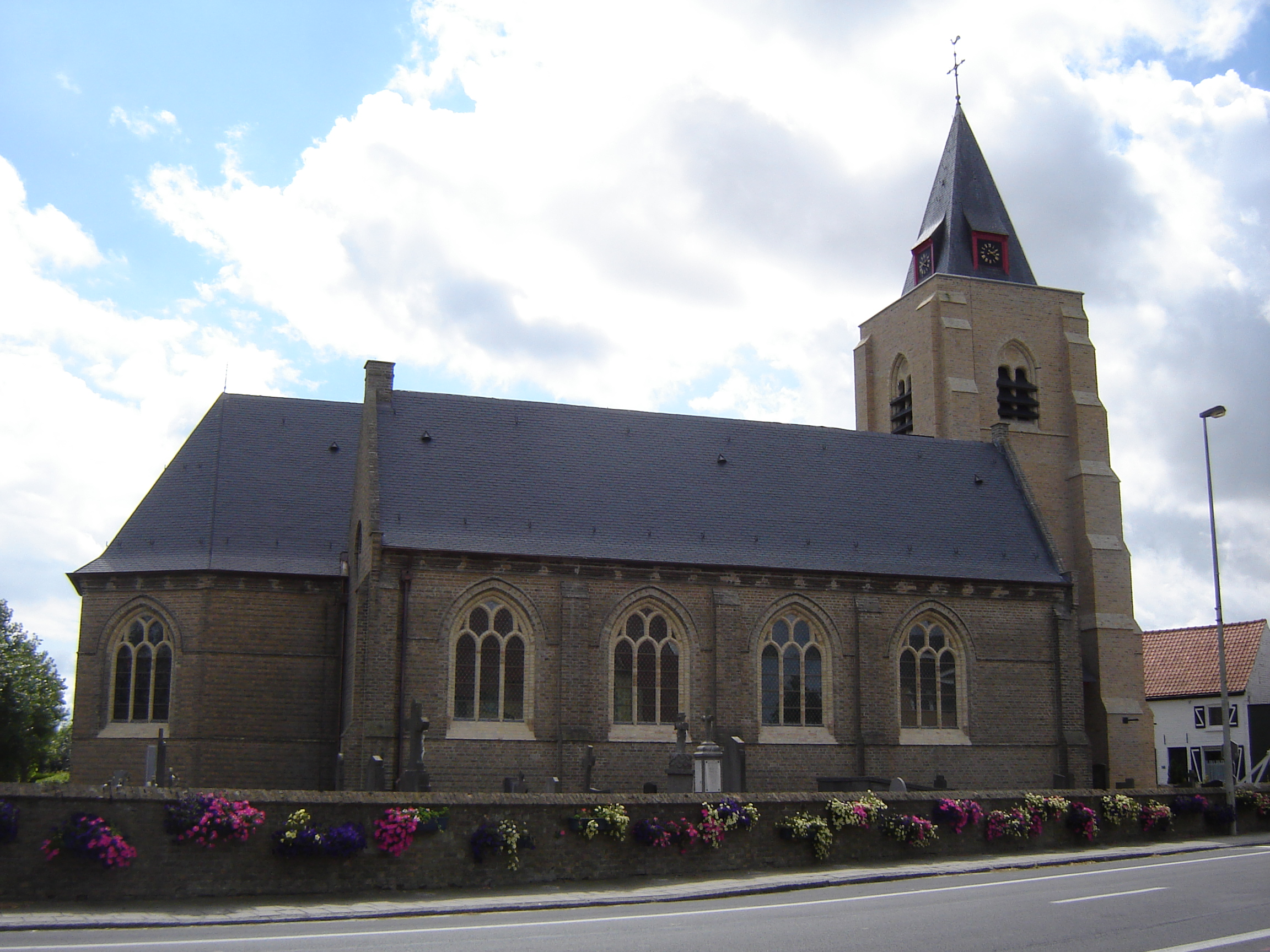
Onze-Lieve-Vrouwekerk

## Geschiedenis
Op het grondgebied van Mannekensvere zijn Gallo-Romeinse overblijfselen gevonden. De plaats werd voor het eerst vermeld in 1171 als Manechin Overvam.
De orde der Tempeliers had eertijds bezittingen in Mannekensvere, waaronder het patronaatsrecht van de parochiekerk.
Op de Ferrariskaarten uit 1770-1779 is Mannekensvere te zien als een heel klein dorpje. Het centrum had een kerk met kerkhof, en verder waren er een 15-tal gebouwen met vele moestuinen errond. Eén hof met moestuinen had een gracht eromheen. Verder waren er binnen de parochie nog zo'n 15-tal boerderijen verspreid over de velden.
Tijdens de Eerste Wereldoorlog werd het dorp geheel verwoest. Na deze oorlog werd het herbouwd. Tijdens de Tweede Wereldoorlog vonden inundaties plaats, en wel in 1940 en 1944.
De zelfstandige gemeente werd in 1971 bij de fusiegemeente Spermalie gevoegd, en in 1977 kwam Mannekensvere aan Middelkerke.

## Demografische ontwikkeling
- Bronnen:NIS, Opm:1831 tot en met 1961=volkstellingen

## Bezienswaardigheden
- Op het grondgebied van Mannekensvere, in het noordwesten, ligt de resten van het Fort van Nieuwendamme, een Spaans fort uit de 16de eeuw.
- De Onze-Lieve-Vrouwekerk
- Verschillende hoeven met resten van omwalling, meestal geheel herbouwd na de Eerste Wereldoorlog, zoals de Coude Scheure.
- Verschillende overblijfselen uit de Eerste Wereldoorlog, vooral Duitse bunkers.
- Zie ook het gehucht Rattevalle.

## Natuur en landschap
Mannekensvere ligt in het West-Vlaamse poldergebied op een hoogte van ongeveer 2 meter. In het westen en zuiden stroomt de IJzer terwijl in het oosten de Vladslovaart ligt.

## Nabijgelegen kernen
Schore, Sint-Pieters-Kapelle, Slijpe, Sint-Joris, Westende
Deelgemeenten: Leffinge · Lombardsijde · Mannekensvere · Middelkerke · Schore · Sint-Pieters-Kapelle · Slijpe · Westende · Wilskerke

Belgische gemeenten · Arrondissement Oostende · West-Vlaanderen · Vlaanderen